# Departamento Administrativo para la Prosperidad Social
El Departamento Administrativo para la Prosperidad Social es la entidad del Gobierno de Colombia que encabeza el sector de Inclusión Social y Reconciliación, al cual se encuentran adscritos la Unidad de Atención y Reparación Integral a las Víctimas y el Centro Nacional de Memoria Histórica.

## Objetivo
El objetivo de Prosperidad Social es crear condiciones de prosperidad en la población vulnerable, contribuir a la reconciliación de los colombianos y promover la integración regional. Adicionalmente, busca ser ejemplo mundial de una sociedad basada en la inclusión social y la reconciliación.

## Historia
La ley de 1448 de 2011, representó para Colombia un avance en términos de reconocimiento y dignificación de las víctimas a través de la materialización de sus derechos constitucionales, para lo cual el Gobierno de Colombia en un marco de justicia transicional estableció un conjunto de medidas judiciales, administrativas, sociales y económicas, individuales y colectivas, en beneficio de las víctimas de la violencia.
Para lograr este objetivo y con el fin de evitar duplicidad de funciones y garantizar la continuidad en el servicio, sin que ningún momento se afecte la atención a las víctimas, el presidente Juan Manuel Santos decidió transformar la Agencia Presidencial para la Acción Social y la Cooperación Internacional – ACCIÓN SOCIAL- en un Departamento Administrativo encargado de fijar las políticas, planes generales, programas y proyectos para la asistencia, atención y reparación a víctimas de la violencia, la inclusión social, atención a grupos vulnerables y la reintegración social y económica.
En este sentido se efectuó la transformación de ACCIÓN SOCIAL, dando paso a la creación del Departamento Administrativo para la Prosperidad Social, el cual tiene como reto principal avanzar en la superación de la pobreza, la inclusión de la población vulnerable y víctima de la violencia, y la consolidación de los territorios a través de la garantía de la presencia del Estado en una senda de prosperidad y reconciliación.

## Directores generales de Prosperidad Social
La siguiente es la lista de personas que han encabezado la entidad desde su creación en 2011:
| N.°  | Nombre                   | Inicio                   | Final                    | Presidente         | Ref.   |
| ---- | ------------------------ | ------------------------ | ------------------------ | ------------------ | ------ |
| 1.º  | Bruce Mac Master         | 5 de noviembre de 2011   | 22 de octubre de 2013    | Juan Manuel Santos | [ 6 ]  |
| 2.º  | Gabriel Vallejo          | 22 de octubre de 2013    | 11 de agosto de 2014     | Juan Manuel Santos | [ 7 ]  |
| 3.º  | Tatyana Orozco           | 11 de agosto de 2014     | 3 de marzo de 2017       | Juan Manuel Santos | [ 8 ]  |
| 4.º  | Nemesio Raúl Roys        | 3 de marzo de 2017       | 7 de agosto de 2018      | Juan Manuel Santos | [ 9 ]  |
| 5.º  | Susana Correa            | 7 de agosto de 2018      | 29 de marzo de 2022      | Iván Duque         | [ 10 ] |
| 6.º  | Pierre García            | 29 de marzo de 2022      | 27 de julio de 2022      | Iván Duque         | [ 11 ] |
| -    | Julián Andrés Prada (e)  | 27 de julio de 2022      | 13 de septiembre de 2022 | Iván Duque         | [ 12 ] |
| 7.º  | Cielo Rusinque           | 13 de septiembre de 2022 | 4 de septiembre de 2023  | Gustavo Petro      | [ 13 ] |
| 8.º  | Laura Sarabia            | 4 de septiembre de 2023  | 23 de febrero de 2024    | Gustavo Petro      | [ 14 ] |
| -    | Iván Fernández (e)       | 23 de febrero de 2024    | 5 de marzo de 2024       | Gustavo Petro      | [ 15 ] |
| 9.º  | Gustavo Bolívar          | 5 de marzo de 2024       | 15 de mayo de 2025       | Gustavo Petro      | [ 16 ] |
| 10.º | Mauricio Rodríguez Amaya | 10 de julio de 2025      | En el cargo              | Gustavo Petro      | [ 17 ] |